# Federação de Futebol da Austrália
A Federação de Futebol da Austrália (em inglês: Football Federation Australia, FFA) é a entidade gerenciadora do futebol na Austrália. Antes de 1 de janeiro de 2005, chamava-se Associação Australiana de Futebol (AAF), que sucedeu a Austrália Futebol, gestora em 2003.
Assim como outras federações, a FFA se responsabiliza pelos times de futebol da Austrália – incluindo a Seleção Australiana de Futebol masculina (Socceroos) e feminina (Matildas), além de vários times juvenis –, programas treinadores nacionais, coordenação conjunta com os governos de vários estados e territórios e o Campeonato Australiano de Futebol, que até 2004 era a National Soccer League e em 2005, a FFA lançou a A-League.
Em 2005, a FFA pediu para a FIFA que a federação saísse da Confederação de Futebol da Oceania e seja adicionada na Confederação Asiática de Futebol para desenvolvimento do futebol na Austrália. A AFC aceitou o pedido e a FFA virou membro da confederação asiática em 1 de Janeiro de 2006.
No ano de 2013, a entidade também foi adicionada na Federação de Futebol da ASEAN, a sub-confederação que cuida do futebol no Sudeste Asiático e que está mais próxima geográficamente do território australiano.